# Plettenberg

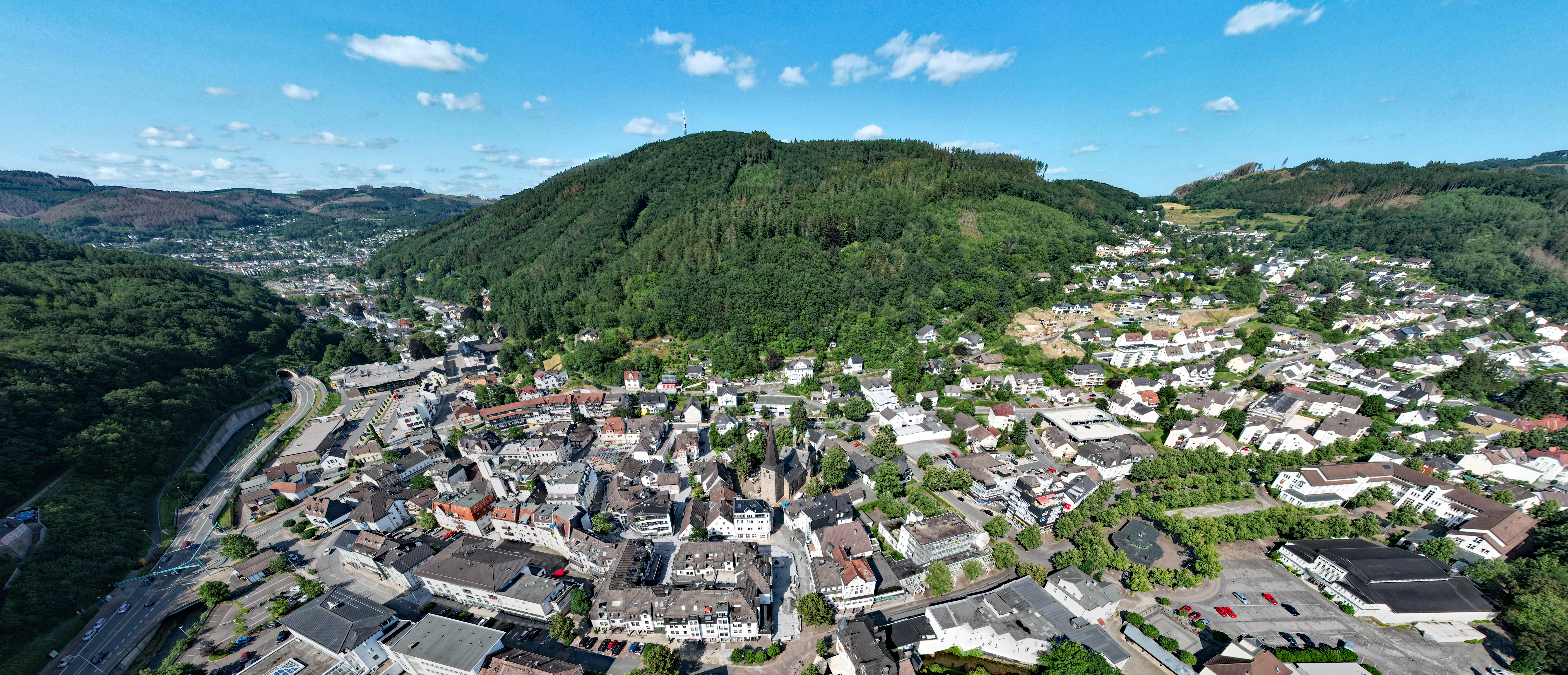
Panorama-Aufnahme in Richtung Saley, aufgenommen am Maiplatz (rechts: Schützenhalle und Rathaus, links: Blickrichtung Eiringhausen)

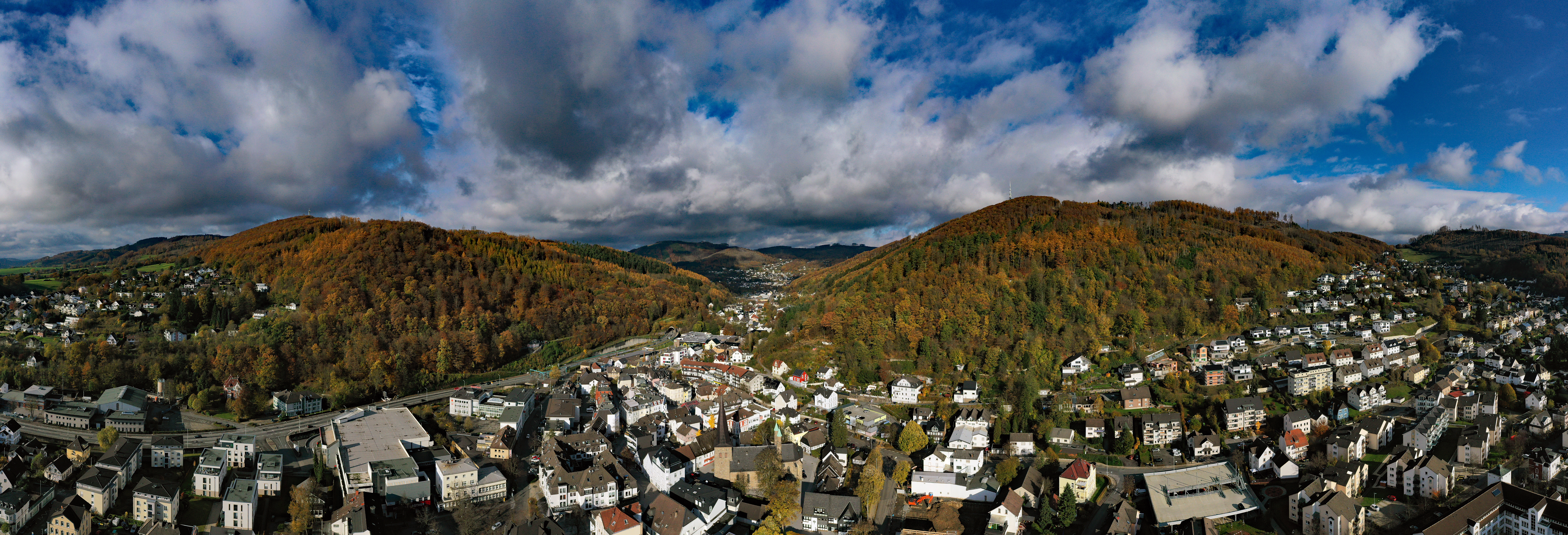
Panorama-Aufnahme aus der Innenstadt in Richtung Eiringhausen (rechts: Saley, links: Hestenberg)

Plettenberg (westfälisch Plettmert) ist eine mittlere kreisangehörige Stadt im Märkischen Kreis in Nordrhein-Westfalen.

## Geografie

### Lage
Plettenberg liegt im Westen des Sauerlands, zwischen dem Lennegebirge im Norden und dem Ebbegebirge im Süden, an der Einmündung der Else in die Lenne. Die Stadt wird von Grüne und Oesterbach durchflossen. Deshalb erhielt sie den Namen „Vier-Täler-Stadt“.

### Stadtgliederung
Offiziell ist Plettenberg nicht in Stadtteile gegliedert.
Die ehemalige Gemeinde Ohle (2.981 Einwohner) und weitere Ortschaften von Plettenberg wie Böddinghausen, Bremcke, Eiringhausen (5.892 Einwohner), Elhausen, Eschen (3.045 Einwohner), Frehlinghausen, Grimminghausen, Himmelmert, Holthausen/oberes Elsetal (4.033 Einwohner) Köbbinghausen, Kückelheim, Lettmecke, Oestertal (3.071 Einwohner), Pasel, Selscheid, Siesel, Teindeln und die Kernstadt selbst (14.012 Einwohner) finden sich auch heute noch in topografischen Karten.

## Geschichte

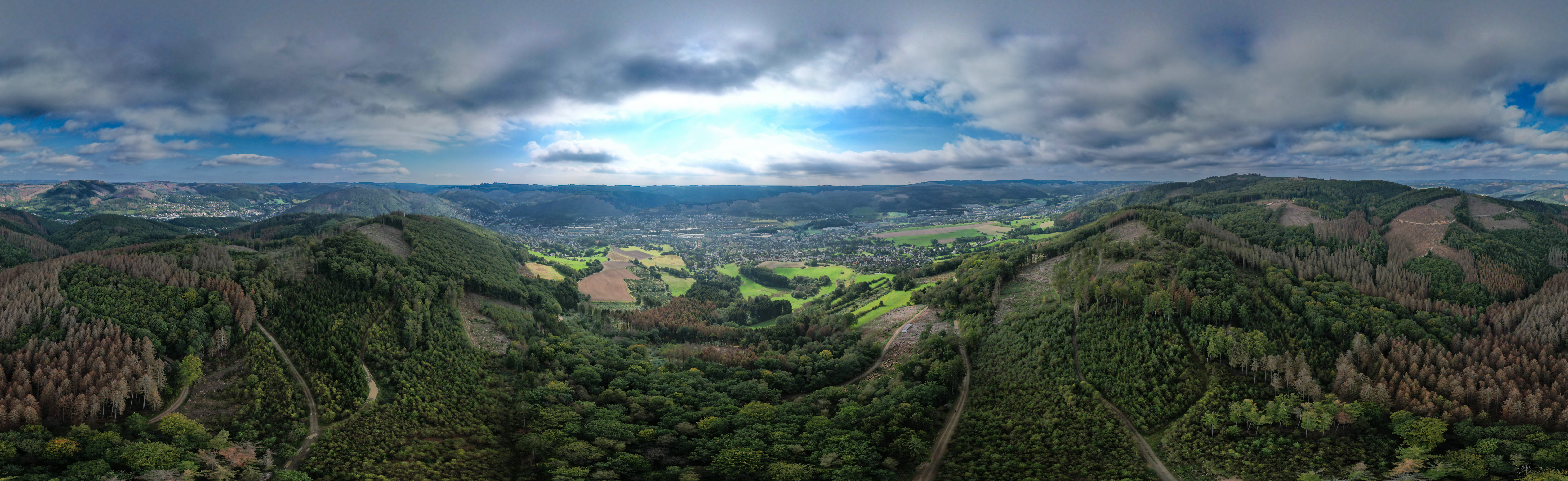
180° Panorama über den Hexentanzplatz (links: Eiringhausen, Bildmitte: Holthausen, rechts: Köbbinghausen)

Mit hoher Wahrscheinlichkeit war der Kern des heutigen Stadtgebietes schon in vorkarolingischer Zeit von sächsischen Stämmen besiedelt. Im Elsetal deuten Ortsnamen wie Holthausen, Frehlinghausen oder Köbbinghausen (-husen) auf eine frühe Siedlung in sächsischer Zeit. In einer topografisch geschützten Ebene unweit des Zusammenflusses von Else- und Oesterbach entstand eine Siedlung mit dem Namen Heslipho (Deutung: Am Elsebach gelegen). Sie wurde die Keimzelle der späteren Stadt. Die Rolle einer Quelle mit besonders gutem Wasser scheint hierbei noch unklar, jedoch verweist der Flurname Offenborn hierauf.
Der Ort wurde 1072 erstmals in einer Urkunde des Klosters Grafschaft als Heslipho erwähnt. Das Uradelsgeschlecht von Plettenberg hatte seinen Stammsitz am Hof Plettonbrath, erstmals erwähnt zwischen 1063 und 1078 in einer Urkunde der Abtei Werden. Er lag etwas außerhalb von Heslipho am Zusammenfluss von Grüne und Oester, wo sich der Plattberg erhebt. Um 1100 errichtete die Familie dann die Stadtburg Plettenberg auf dem Gelände zwischen Umlauf und Else. Dieses Ereignis führte im Laufe der Zeit zur Umbenennung des Ortes Heslipho in Plettenberg.
1368 wurde Plettenberg an den Herzog von Kleve verkauft. 1397 wurden der Siedlung die Stadtrechte von Graf Dietrich II. von der Mark verliehen. Schon zehn Jahre zuvor hatte Plettenberg einen Freiheitsbrief von Graf Engelbert III. von der Mark erhalten. Trotz der Stadterhebung blieb Plettenberg als Zankapfel der Kölner Erzbischöfe der Bau einer Stadtmauer als eindeutig landesherrliche Anlage verboten. Erst um 1500 wurde die Befestigung Plettenbergs (bis dahin eine Graben-Wall-Anlage mit Holzpalisaden) durch eine Stadtmauer ersetzt. Gleichzeitig wurde die Siedlung erheblich in Richtung Norden (heute der Bereich Alter Markt und Untertor) vergrößert. Die Stadtbefestigung hatte zwei Tore. Das Obertor führte über eine Brücke über den Oesterbach auf die Straße Richtung Attendorn (heute Maiplatz), das Untertor führte auf die Straße Richtung Arnsberg (heute Bahnhofstraße). Nach dem großen Stadtbrand von 1725 wurden die Tore sowie weite Teile der Stadtmauer abgetragen, der alte Wassergraben überbaut. Nur im Bereich der Neuen Straße stand bis ca. 1800 ein altes Tor, vermutlich das Untertor des 14. Jahrhunderts.

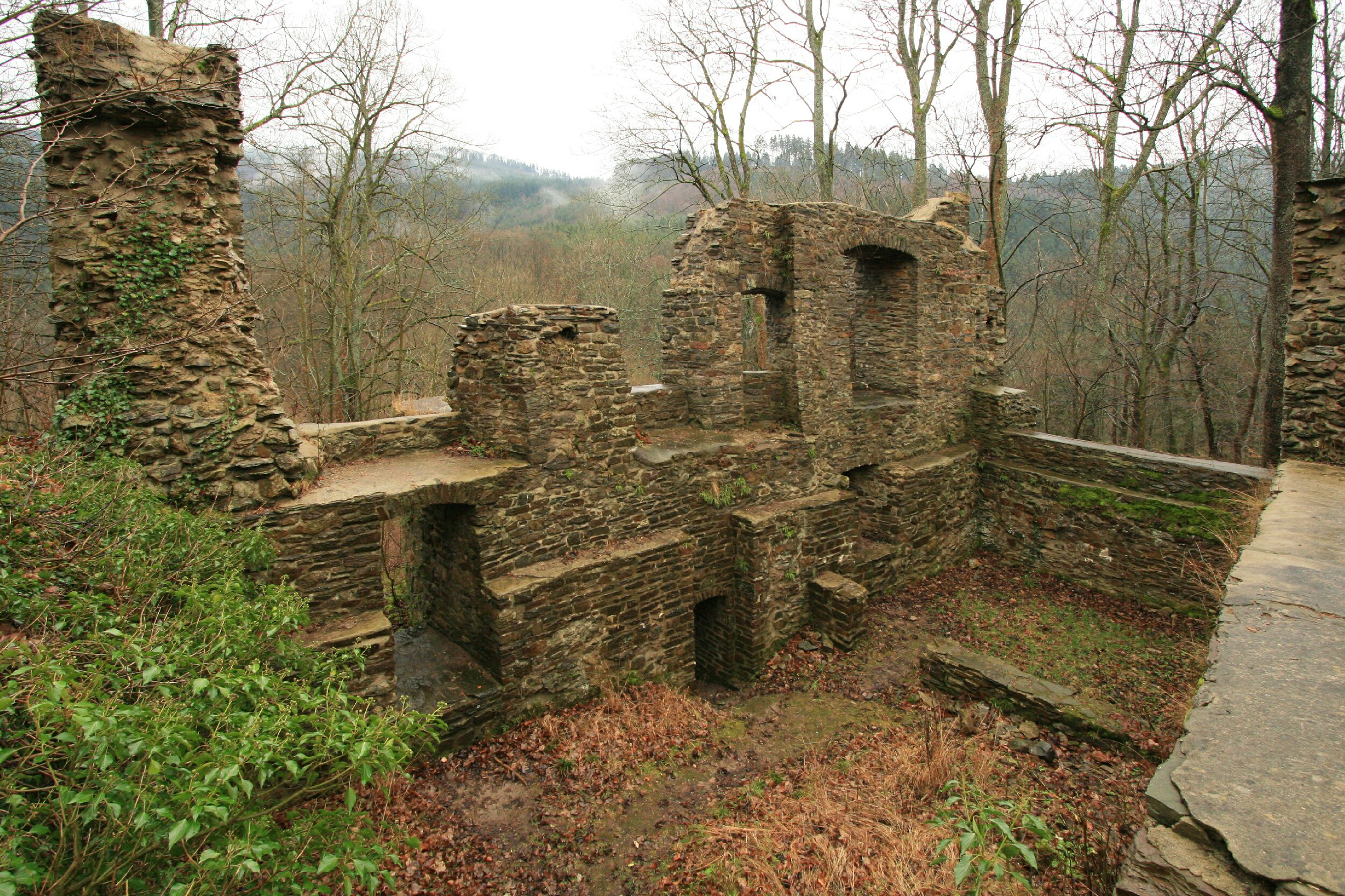
Burg Schwarzenberg Drostenhaus

Von der ursprünglichen Bausubstanz ist nur noch wenig erhalten. Im Zentrum befindet sich ein kleiner historischer Kern rund um die Christuskirche aus dem 13. Jahrhundert, im Stadtteil Ohle die alte Dorfkirche. Nur noch als Ruine erhalten ist die Burg Schwarzenberg. Die Dunkelsche Mühle aus dem 13. Jahrhundert bestand bis in die 1950er Jahre.
1622/23, während des Dreißigjährigen Krieges, der in Plettenberg viele Opfer forderte, war die Stadt von Spaniern besetzt, die 38 Wochen versorgt werden mussten. Bei einem Überfall 1634 wurde Plettenberg verwüstet und geplündert. 1666 wurde die Stadt Brandenburg-Preußen zugeschlagen. Ein Jahr nach Ausbruch eines Niederländisch-Französischen Krieges erhielt Plettenberg 1673 einen Kurkölnisch-Münsterisch-Französischen Schutzbrief. Dennoch fielen 1679 französische Truppen in die märkische Region ein, und Plettenberg musste große Abgaben leisten.
Am 12. April 1725 vernichtete ein Stadtbrand 94 Prozent der Gebäude, innerhalb der Stadtmauer wurden sogar alle Gebäude vernichtet. Danach bauten die Bewohner die Stadt so originalgetreu wie möglich wieder auf.
Seit 1735 war die Stadt und das Amt Plettenberg dem Kreis Altena unterstellt. Schon 1750 gab es in Plettenberg ein Obdachlosenheim. Zwischen 1807 und 1815 waren Stadt und Amt von Frankreich besetzt und wurden in das Großherzogtum Berg eingegliedert. 1816 wurde Plettenberg dem Regierungsbezirk Arnsberg und dem Kreis Altena zugeordnet.

Plettenberg im Jahre 1869

Während der Industrialisierung entwickelten sich in den Tallagen an den Flüssen erste metallverarbeitende Betriebe, die mit Wasserkraft das heimische Erz weiterverarbeiteten. Von der Errichtung der Ruhr-Sieg-Bahnstrecke ab 1860 profitierte vor allem die Schwerindustrie. Nur acht Jahre davor hatten die Plettenberger eine Wirtschaftskrise durchlebt.
Vom Zweiten Weltkrieg blieb Plettenberg großteils verschont. 1944 stürzte ein Bomber kurz hinter der Stadt ab. Ab Mitte März 1945 gab es verstärkt Luftangriffe von Alliierten-Flugzeugen. Von Ende März bis Anfang April erfolgten fast täglich Tieffliegerangriffe auf Plettenberg. Die Luftangriffe galten vor allem dem Eiringhauser Bahnhof und dem E-Werk Siesel. Am 19. März 1945 erfolgte ein Angriff auf das E-Werk Siesel. Zwei Bomben trafen das Umspannwerk und zwei das Dampfkraftwerk. Ein Personenzug nutzte dabei den Sieseler Eisenbahntunnel als Schutz, wobei auf beiden Seiten Teile aus dem Tunnel herausragten und ebenfalls angegriffen wurden. Am 12. April zogen erste Soldaten der 75th Infantry Division über das Oestertal im Ort ein, vorher hatte der Artilleriebeschuss aus Richtung Attendorn ausgesetzt. Am 13. April erfolgte der Vormarsch auf den Plettenberger Ortskern, wobei der Stadtkern mit Artillerie unter Beschuss genommen wurde. Im Ortsteil Eiringhausen starb ein 14-jähriger Hitlerjunge durch Gewehrkugeln, als er versuchte, einen Sherman-Panzer anzugreifen. Die Brücke Kahley sprengten deutsche Soldaten am 14. April 1945. Zunächst erfolgte eine Umfahrung über die Eisenbahnschienen und dann der Bau einer Bailey-Brücke. Aus Richtung Edenborn schossen deutsche Granatwerfer und trafen an der Kaiserstraße liegende Häuser. 27 Plettenberger starben als Angehörige vom Freikorps Sauerland an der Nordostfront des Ruhrkessels.
In den 1960er Jahren wurde die Stadt komplett saniert, so gingen z. B. der historische Stadtkern und die Plettenberger Kleinbahn verloren. Sie mussten großräumigen Straßen und einer Fußgängerzone weichen.

### Eingemeindungen
1891 wurde die Gemeinde Ohle vom Amt Neuenrade auf das Amt Plettenberg übertragen. Am 1. April 1941 schlossen sich im Rahmen einer kommunalen Neuordnung die Gemeinden des Amtes (Ohle und Plettenberg-Land) und die Stadt Plettenberg zur neuen Stadt Plettenberg zusammen.

## Bevölkerung

### Einwohnerstatistik
Im 14. Jahrhundert hatte Plettenberg 500 Einwohner. Durch mehrere große Pest-Epidemien und den Dreißigjährigen Krieg nahm die Einwohnerzahl über die Jahre wieder ab.
| Jahr | Einwohner |
| ---- | --------- |
| 1719 | 749       |
| 1758 | 1.051     |
| 1765 | 933       |
| 1818 | 1.307     |
| 1839 | 1.539     |
| 1849 | 1.652     |
| 1871 | 1.976     |
| 1910 | 5.981     |

| Jahr | Einwohner |
| ---- | --------- |
| 1933 | 7.169     |
| 1998 | 29.263    |
| 1999 | 29.133    |
| 2000 | 29.031    |
| 2001 | 28.959    |
| 2002 | 28.698    |
| 2003 | 28.442    |
| 2004 | 28.255    |

| Jahr | Einwohner |
| ---- | --------- |
| 2005 | 29.130    |
| 2006 | 28.782    |
| 2007 | 27.397    |
| 2008 | 27.026    |
| 2009 | 26.665    |
| 2010 | 26.494    |
| 2011 | 26.132    |
| 2012 | 26.349    |

| Jahr | Einwohner |
| ---- | --------- |
| 2013 | 26.099    |
| 2016 | 25.965    |
| 2017 | 25.871    |
| 2018 | 25.773    |
| 2022 | 24.954    |

Die Einwohnerzahlen beziehen sich bis 1933 auf die heutige Stadtmitte, ab 1998 (Stichtag jeweils der 31. Dezember) auch auf die inzwischen eingemeindeten Ortsteile.

### Konfessionsstatistik
Gemäß dem Zensus 2011 waren 39,7 % der Einwohner evangelisch und 28,2 % römisch-katholisch; 32,1 % erklärten sich für konfessionslos, gehörten einer anderen Glaubensgemeinschaft an oder machten keine Angaben. Die Zahl der Protestanten und Katholiken ist seitdem gesunken. Mit Stand 31. Dezember 2021 waren von den 25.212 Einwohnern 32,7 % (8242) evangelisch, 25,7 % (6481) katholisch und 41,6 % (10.489) waren konfessionslos oder gehörten einer anderen Glaubensgemeinschaft an.
Die evangelischen Gemeinden in Plettenberg gehören zum Kirchenkreis Lüdenscheid-Plettenberg der Evangelischen Kirche von Westfalen.

## Politik

### Gemeinderat

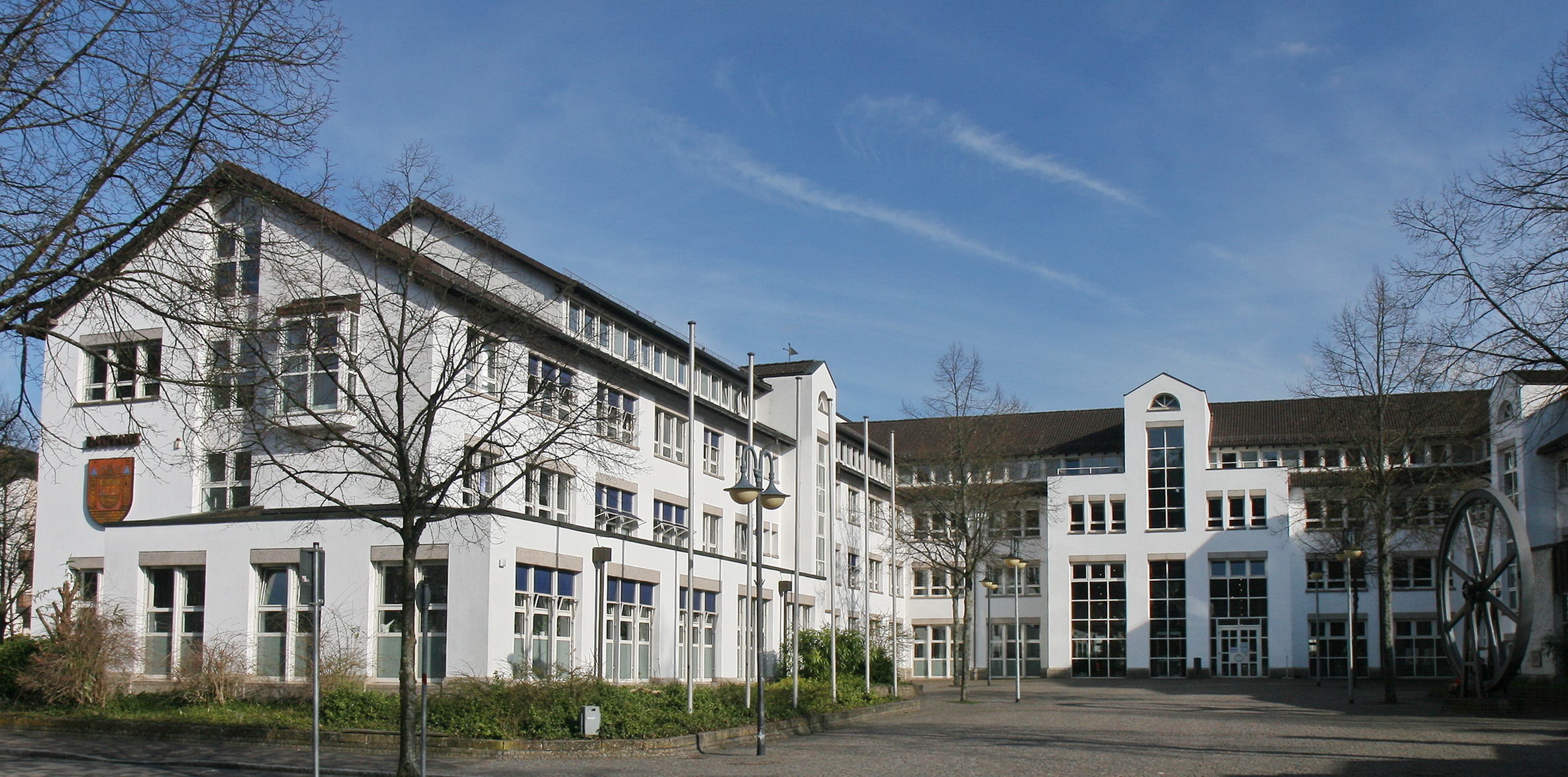
Rathaus der Stadt Plettenberg

Die Kommunalwahlen seit 2009 führten zu folgender Verteilung der 36 Ratssitze:
| Partei/Liste | 2020        | 2020  | 2014        | 2014  | 2009  |
| Partei/Liste | Stimmanteil | Sitze | Stimmanteil | Sitze | Sitze |
| SPD          | 32,5 %      | 12    | 40,1 %      | 15    | 15    |
| CDU          | 39,5 %      | 14    | 36,8 %      | 13    | 12    |
| FDP          | 9,0 %       | 3     | 7,4 %       | 3     | 4     |
| UWG (PWG)    | 11,7 %      | 4     | 9,1 %       | 3     | 4     |
| GRÜNE        | 7,3 %       | 3     | 2,6 %       | 1     | 1     |
| AfD          | –           | –     | 4,0 %       | 1     | –     |

### Bürgermeister
Bürgermeister der Stadt Plettenberg waren:
- 1732–1754: Christoph Pet. Heinrich Homberg (* 20. September 1705; † 27. November 1754)
- 1756–1761: Hermann Richard Pollmann (* 1714; † 26. November 1776)
- 1765–1769: Henrich Mauritz Baumeister
- 1770–1780: Henrich Mauritz Baumeister
- 1784–1804/–1807: Johann Henrich Dulheuer (* 1. Juli 1756; † 6. März 1810), Dulheuer war evtl. auch bis 1807 Bürgermeister.
- 1807–1809: Heinrich Wilhelm Adolph Buehl
- 1809–1817: Freiherr Karl Christoph Adolf Johann von Plettenberg zu Schwarzenberg (* 3. Mai 1768; † 3. Mai 1827)
- 1817–1827: Peter Arnold Thomée (* 1745; † 3. Januar 1830)
- 1827–1835: Johann Wilhelm Ulrich (* 1814 oder 1815; † 11. Januar 1860)
- 1835–1837: Jean Aubel (* 1803)
- 1837: Wilhelm Homberg (* 27. März 1787; † 28. Dezember 1837)
- 1838–1846: Heinrich Hollmann (* 25. Januar 1794; † 8. Juli 1858)
- 1846–1855: Ernst Ludwig von Schachtmeyer
- 1856–1865: Gustav Ferdinand Leonhard Wiel (* 28. Mai 1800; † 28. Mai 1865)
- 1866–1902: Heinrich Posthausen (* 7. April 1832; † 4. Dezember 1908)
- 1902–1924: Rudolf Emil Gottlob Köhler (* 26. April 1865 in Schleusingen; † 30. April 1928)
- 1925–1931: Ludwig Schneider (* 20. Dezember 1893; † 1977), DVP
- 1931–1933: Walter Hermens (* 14. November 1887; † 30. August 1952)
- 1933–1938: Kurt Eckler (* 5. Mai 1901)
- 1938–1944: Heinrich Brüggemann (* 14. Februar 1897; † 28. September 1976)
- 1944–1945: Johannes Weber (* 30. Dezember 1906)
- 1946–1948: Wilhelm Ding (* 29. März 1886; † 18. April 1955), SPD
- 1948–1951: Karl Halfmann (* 5. Juni 1895; † 12. Februar 1955), CDU
- 1951–1954: Emil Arndt (* 11. Mai 1909; † 16. Januar 1988), SPD
- 1954–1956: Paul Thomée (* 14. Februar 1893; † 12. Februar 1959), FDP
- 1956–1961: Heinz Chmill (* 26. August 1915; † 23. Juli 1996), SPD
- 1961–1964: Wilhelm Wicker (* 1. November 1925), CDU
- 1964–1983: Heinz Baberg (* 15. April 1927; † 22. November 1983), SPD
- 1984–1986: Udo Scheepers (* 7. Oktober 1946; † 22. April 1986), SPD
- 1986–1999: Otto Klehm (* 8. Juni 1936), SPD
- 1999–2004: Walter Stahlschmidt (* 30. November 1940)
- 2004–2015: Klaus Müller, SPD
- seit 2015: Ulrich Schulte (* 23. Februar 1967), parteilos

### Wappen
Blasonierung

Stadtwappen

In rotem Schilde zwischen durch eine Mauer verbundenen, goldenen, mit blauen Spitzdächern versehenen Türmen einen goldenen, von einer Krone bedeckten Schild mit einem dreireihig rot-silbern geschachten Balken.

### Städtepartnerschaften
Die Stadt Plettenberg unterhält mit der Stadt Bludenz im österreichischen Bundesland Vorarlberg seit 1988 und mit der Stadt Schleusingen in Thüringen seit 1990 eine Partnerschaft.

## Kultur und Sehenswürdigkeiten

### Museen

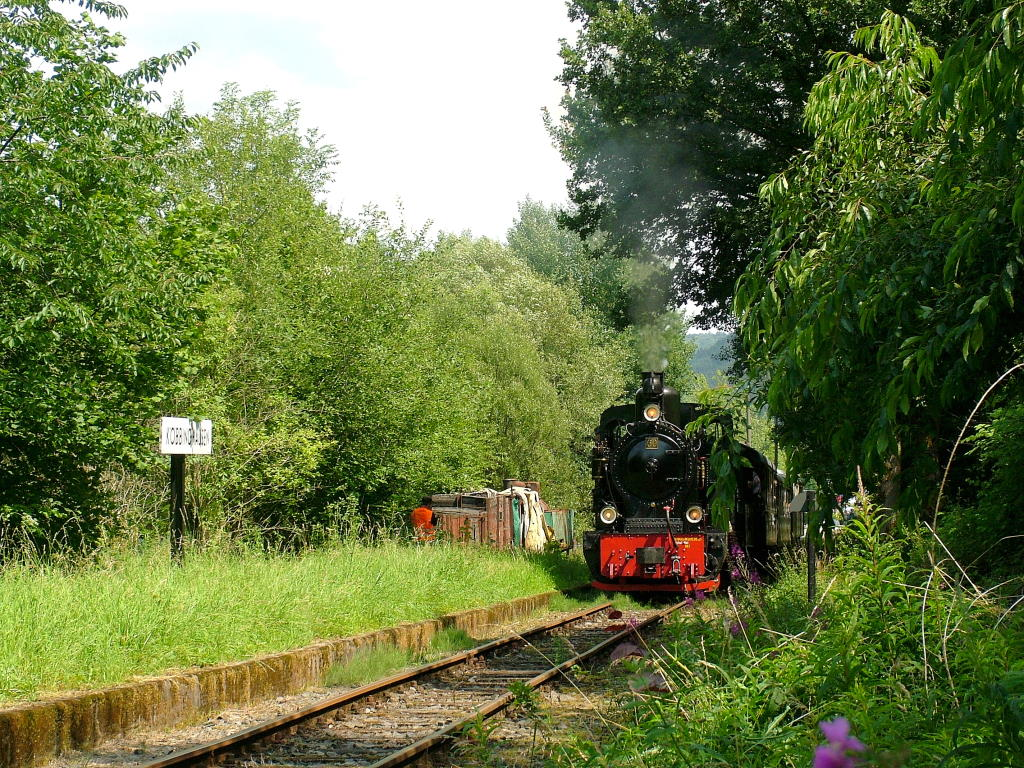
Museums-Eisenbahn am früheren Haltepunkt Köbbinghausen

- Sauerländer Kleinbahn, eine Museumseisenbahn zwischen Plettenberg, Köbbinghauser Hammer und Herscheid-Hüinghausen
- Heimathaus Plettenberg

### Bauwerke
Alle Baudenkmäler sind in der Liste der Baudenkmäler in Plettenberg aufgeführt.

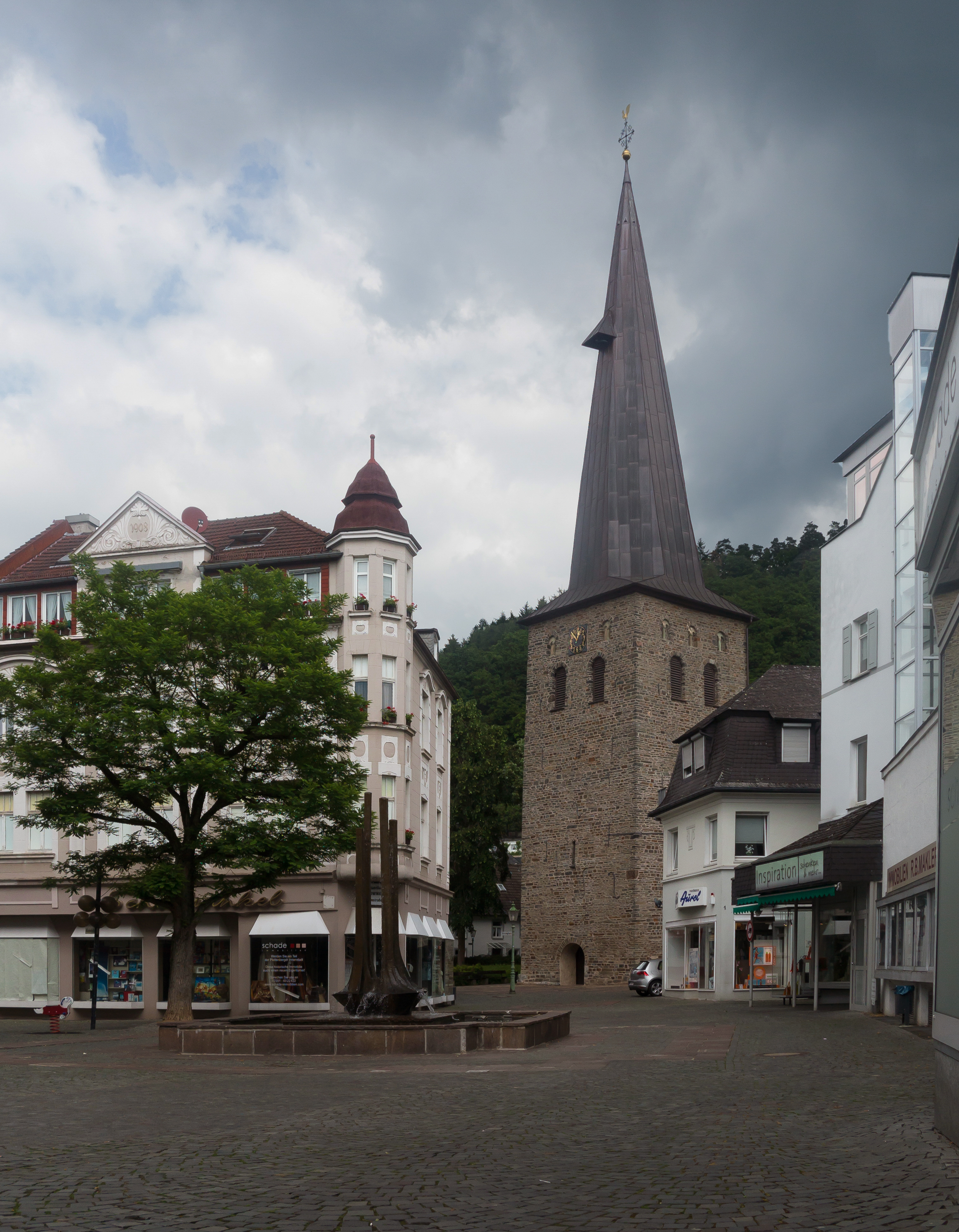
Christuskirche

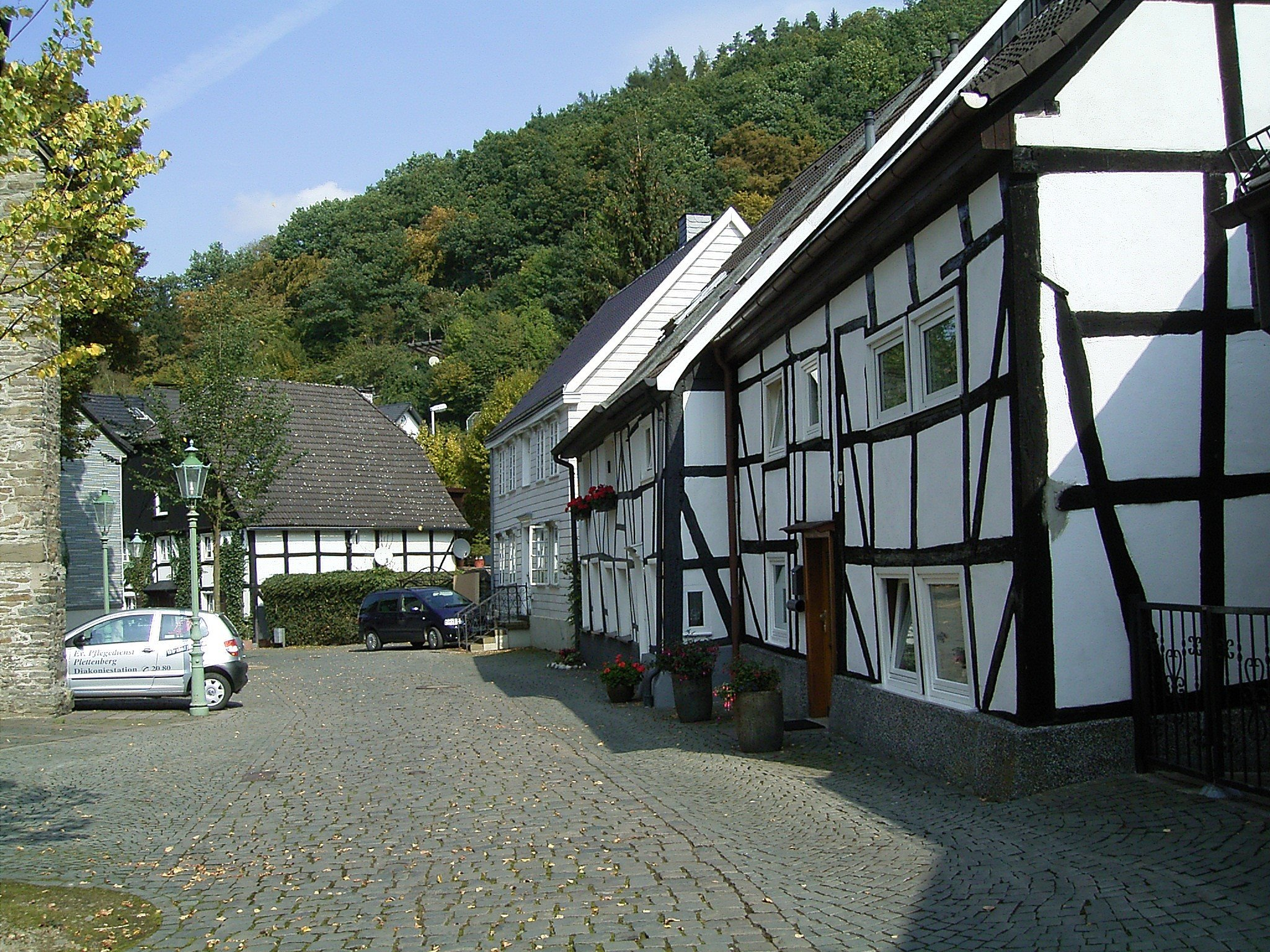
Fachwerkhäuser Am Kirchplatz

- Die evangelische Christuskirche in der Stadtmitte wurde um 1230 erbaut und zunächst dem heiligen Lambertus geweiht. 1725 wurden nach einem Stadtbrand Ecktürmchen auf dem Westturm und ein Vierungsturm abgebaut, so dass heute nur noch zwei Chortürme erhalten sind. Die Kirche stellt ein Kleinod sakraler Baukunst des Mittelalters dar und ist ein Vorbild für viele westfälische Hallenkirchen des märkischen Typs. Der Westturm (um 1100) entstammt noch dem Vorgängerbau, einer kleinen Saalkirche. Der Innenraum weist typische Formen der örtlichen Architektur auf – mit Pfeilern und Halbsäulenvorlagen, Knollenkapitellen und Kuppelgratgewölben. Das gotische Chorgewölbe trägt eine Ausmalung mit Wappen von Papst Pius II., den Wappen von zehn Kardinälen und einer Deësis-Darstellung. Die vom Frankfurter Glasmaler Otto Linnemann angefertigten Chorfenster stammen aus dem Jahr 1923.[19]
- Die Böhler Kirche ist unweit der Innenstadt auf einem Hügel gelegen. Erste urkundliche Erwähnung um 1153. Sie wurde 1422 von Gerhard Mummert in Verbindung mit einem Heilig-Geist-Spital erweitert. Letzter Umbau war 1907. Völlig im Original erhalten ist die Orgel von 1921. Die Chorfenster stammen von Otto Linnemann (1921).[19]
- Die ebenfalls evangelische Dorfkirche in Ohle fungierte nach dem Bau (etwa zwischen 1050 und 1100) als Hauskapelle des Hauses von Ohle. Die Kirchturmspitze wurde 1750 errichtet, 1882 wurde die Sakristei renoviert. Währenddessen wurden rund 600 Skelette gefunden, die daraufhin auf dem alten Friedhof beigesetzt wurden. Sie gehört zum seltenen westfälischen Typ der Chorturmkirche.
- Die Burg Schwarzenberg wurde 1301 gebaut und ist heute nur noch als Ruine erhalten.
- Das Schloss Brüninghausen wurde 1311 erstmals erwähnt und ist heute Wohnsitz der Adelsfamilie Wrede. Die Stadt Plettenberg hat es zu einem schützenswerten Denkmal erklärt.
- Schloss Grimminghausen
- Das Gebäude des Amtsgerichts An der Lohmühle wurde in wilhelminischer Zeit erbaut und steht heute unter Denkmalschutz.
- Stephansdachstuhl, erbaut für Graewe & Kaiser, am Alten Markt

### Natur

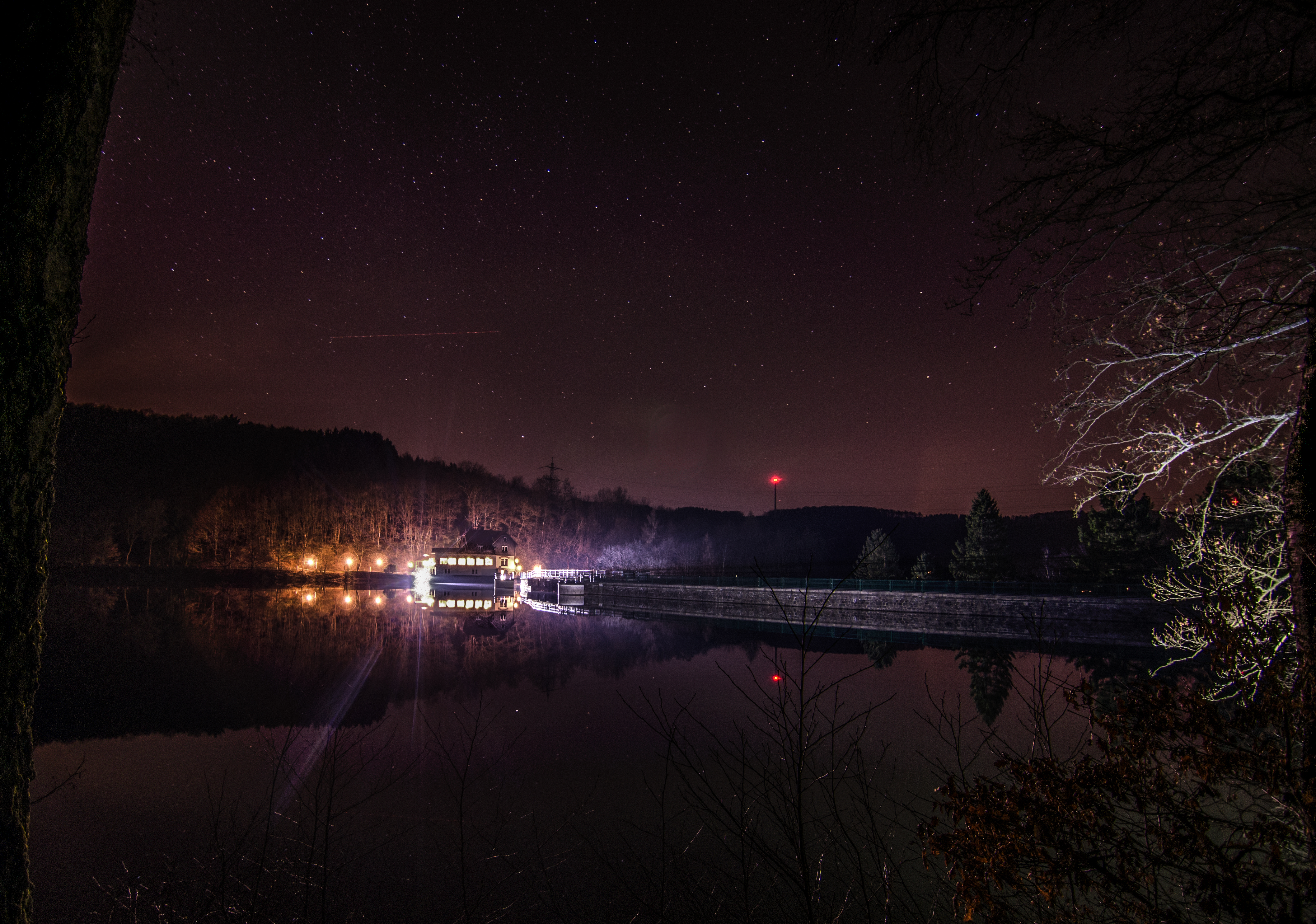
Die Staumauer der Oestertalsperre bei Nacht

Die Oestertalsperre liegt am Oberlauf der Oester und beinhaltet 3,1 Millionen m³ Wasser. Die Talsperre, die zwischen 1904 und 1906 errichtet wurde, ist etwa 2300 m lang.

### Sport
Für sportliche Aktivitäten verfügt die Stadt über Kunstrasenplätze in der Stadtmitte (Elsewiese) und in den Ortsteilen Böddinghausen und Oesterau (Oestertal). Im Ortsteil Ohle befindet sich ein Naturrasenplatz. Weitere Sportanlagen sind Auf der Lied in Holthausen (Kleinsportanlage) und am alten Hallenbad vorhanden. Die Gesamtfläche der Anlagen beträgt etwa 55.000 m².
2003 wurde in Böddinghausen das Erlebnisbad AquaMagis Plettenberg erbaut, in dem im September 2008 Deutschlands erste Looping-Rutsche in Betrieb genommen werden konnte.
Die größten Fußballvereine der Stadt sind der 1889 gegründete SC Plettenberg und der 1891 gegründete TuS Plettenberg. Die Herren des TuS Plettenberg spielen in der Saison 2019/2020 in der Bezirksliga. Der von türkischstämmigen Plettenbergern gegründete Verein „Türkiyemspor Plettenberg“ schaffte es 12 Jahre nach Gründung in die Bezirksliga und vergrößert stetig die Jugendarbeit. Aktuell ist der Verein mit sechs Mannschaften im Spielbetrieb angemeldet.
Für Aktivitäten in der Leichtathletik gründete sich 1984 im Herscheider Ortsteil Grünenthal die Leichtathletik-Gemeinschaft Plettenberg/Herscheid. Trägervereine der Leichtathletikgemeinschaft sind der Plettenberger Sportclub e. V. (PSC), der TSV Oestertal 1894 und der TuS Jahn Ohle 1904 e. V.
1887 gründete sich der TV Jahn Plettenberg für den Breiten- und Freizeitsport Turnen, Kanu fahren, Basketball, Jonglieren und Tanzen. Nach eigenen Aussagen ist der TV Jahn mit über 1000 Sportlern einer der mitgliederstärksten Vereine in Plettenberg.
Beim örtlichen Schwimmverein „SV Plettenberg“, der 1951 gegründet wurde, wird neben dem Schwimmsport auch Volleyball, Badminton, Beachvolleyball, Step Aerobic und Mountainbike angeboten. Badminton ist auch beim Plettenberger „Badminton Verein 1963“ möglich. Dartsport wird seit 2015 beim „TEAM P-DARTER 1. Dart-Sport-Club (DSC) Plettenberg“ des TuS Plettenberg gespielt.
Die Sportschützen sind in den örtlichen acht Schützenvereinen und-gesellschaften engagiert.
Die Schachvereinigung 1920 Plettenberg e. V. spielte in der Saison 1997/98 in der Schachbundesliga.
Die 1932 gegründete „Fliegergruppe Plettenberg/Herscheid“ nutzt für ihre Flugsportarten Segel- und Ultraleichtfliegen den Flugplatz Plettenberg-Hüinghausen.

### Regelmäßige Veranstaltungen
Auch in Plettenberg sind in der Bevölkerung Schützenfeste fest verwurzelt, die in der Innenstadt und den Ortsteilen von den Schützenvereinen Plettenberger Schützengesellschaft 1836, Schützenverein Plettenberg-Oestertal 1877, Schützenverein Eiringhausen 1899, Schützenverein Plettenberg-Grünetal 1924, Schützenverein Landemert 1927 und dem Schützenverein Blau-Weiß 1951 Plettenberg Sundhelle ausgerichtet werden.
Vereinsveranstaltungen, öffentliche Veranstaltungen wie Konzerte und Feste, aber auch private Veranstaltungen finden regelmäßig in der Schützenhalle Plettenberg statt.
Das 40. PleWo-Stadtfest in der Innenstadt fand 2018 statt. Zum Kultursommer (ab 2020 Vier-Täler-Sommer), der über mehrere Wochen stattfindet, gehören unter anderem die Plettenberger Sommersause, abwechslungsreiche Bühnenprogramme, Sommertheater, Sommerkino und Theateraufführungen für Kinder.
Seit 2004 findet auf einer Wanderstrecke rund um Plettenberg das Sportevent „P-Weg-Marathonwochenende“ statt. Ausrichter ist das P-Weg-Team der Stadt Plettenberg.

## Wirtschaft und Infrastruktur

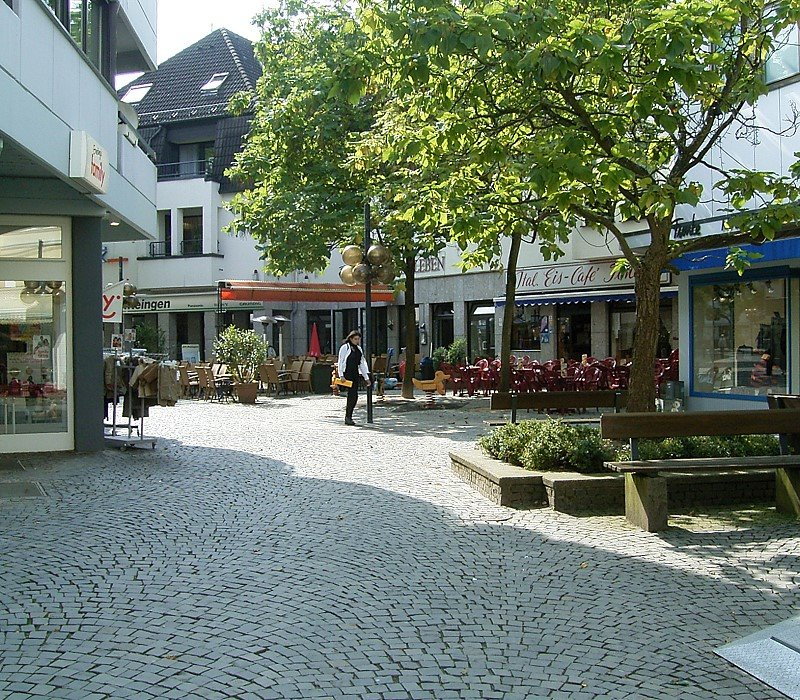
Innenstadt

Die Plettenberger Wirtschaft hat ihre Ursprünge in der Eisenverarbeitung, die sich ihrerseits auf den Bergbau im Sauerland gründet. Viele der alten Betriebe nutzten die Wasserkraft der Lenne unmittelbar in Hammerschmieden oder später über Laufwasserkraftwerke, von denen es in Plettenberg zwei gibt: das Wasserkraftwerk Siesel und das Wasserkraftwerk Ohle. Viele Betriebe sind eng mit der Automobilindustrie und dem Maschinen- und Fahrzeugbau verzahnt, darunter das 1846 gegründete Unternehmen Seissenschmidt, die Schmiedetechnik Plettenberg GmbH & Co. KG sowie die Rasche Umformtechnik GmbH & Co KG als Zulieferer der Automobilindustrie und das Ohler Eisenwerk, das unter dem Plettenberger Ehrenbürger Walter Pfeiffer mit 1.200 Mitarbeitern Plettenbergs größtes Unternehmen war. Sonst herrschen dabei Klein- und mittelständische Strukturen vor. Der Bereich Stahlverformungen ist dominierend (Kaltwalzwerke, Hammerschmieden, Gesenkschmieden). Der Gerüstbauer Plettac AG war lange Zeit das erfolgreichste und umsatzstärkste Unternehmen der Stadt und erzielte Anfang der 1990er Jahre zunächst hohe Kapitalisierung durch den erfolgreichen Börsengang. In der Folge geriet das zwischenzeitlich im DAX gelistete Unternehmen jedoch in Schieflage und gehörte 2000 zu den größten Kapitalvernichtern am deutschen Aktienmarkt. Durch eine 2003 eingeleitete Insolvenz konnten die meisten Arbeitsplätze am Standort Plettenberg erhalten werden. Die heute zu Dura Automotive Systems gehörende Firma Wilhelm Schade Metallwarenfabrik wurde von Annerose Iber-Schade geleitet.
67 Prozent der Plettenberger Erwerbstätigen arbeiten im verarbeitenden Gewerbe, 32 Prozent im Dienstleistungssektor und nur etwa ein Prozent in der Landwirtschaft. Von tausend Einwohnern sind 280 in der Industrie tätig (Bundesdurchschnitt 85, Landesdurchschnitt NRW 95).

### Verkehr

#### Radverkehr
Durch Plettenberg führt die Lenneroute, ein Fahrradweg, der das Sauerland mit dem Ruhrgebiet verbindet.

#### Straßenverkehr
Die Anbindung in Richtung Werdohl und Lüdenscheid mit dortiger Autobahnanbindung an die A 45 erfolgt bis Werdohl über die Bundesstraße 236 und danach über die Bundesstraße 229. Finnentrop und Lennestadt kann man ebenfalls über die Bundesstraße 236 erreichen.
Die Anbindung über Affeln in Richtung Neuenrade und das Hönnetal erfolgt bis Affeln über die L697 und ab Affeln über die L842.
Die Westtangente, ein Projekt zur Umgehung der Bahnhofstraße, das zwei Brücken und den 734 Meter langen Hestenbergtunnel mit einschließt, wurde am 10. November 2006 eröffnet.
Ursprünglich sollte auch eine Bundesautobahn A 54 (auch früher teilweise als A 208 bezeichnet) von der niederländischen Grenze bei Brunssum über Puffendorf, Bergheim, Langenfeld, Solingen, Remscheid, Radevormwald, Halver, Lüdenscheid und Werdohl bis nach Plettenberg im Sauerland verlaufen. Der Kreuzungspunkt mit der damals bereits bestehenden Bundesautobahn A 45 wäre südlich der heutigen Abfahrt Nr. 13 Lüdenscheid-Nord gewesen. Bis auf zwei Teilstücke, die heutige A 542 und die durch das Solinger Stadtgebiet verlaufende Landesstraße 141n, wurde die A 54 allerdings nie fertiggestellt.

#### Busverkehr
Der Busverkehr wird heute überwiegend durch die Märkische Verkehrsgesellschaft (MVG) und die Busverkehr Ruhr-Sieg (BRS) sowie den Bürgerbus Plettenberg durchgeführt.

#### Schienenverkehr

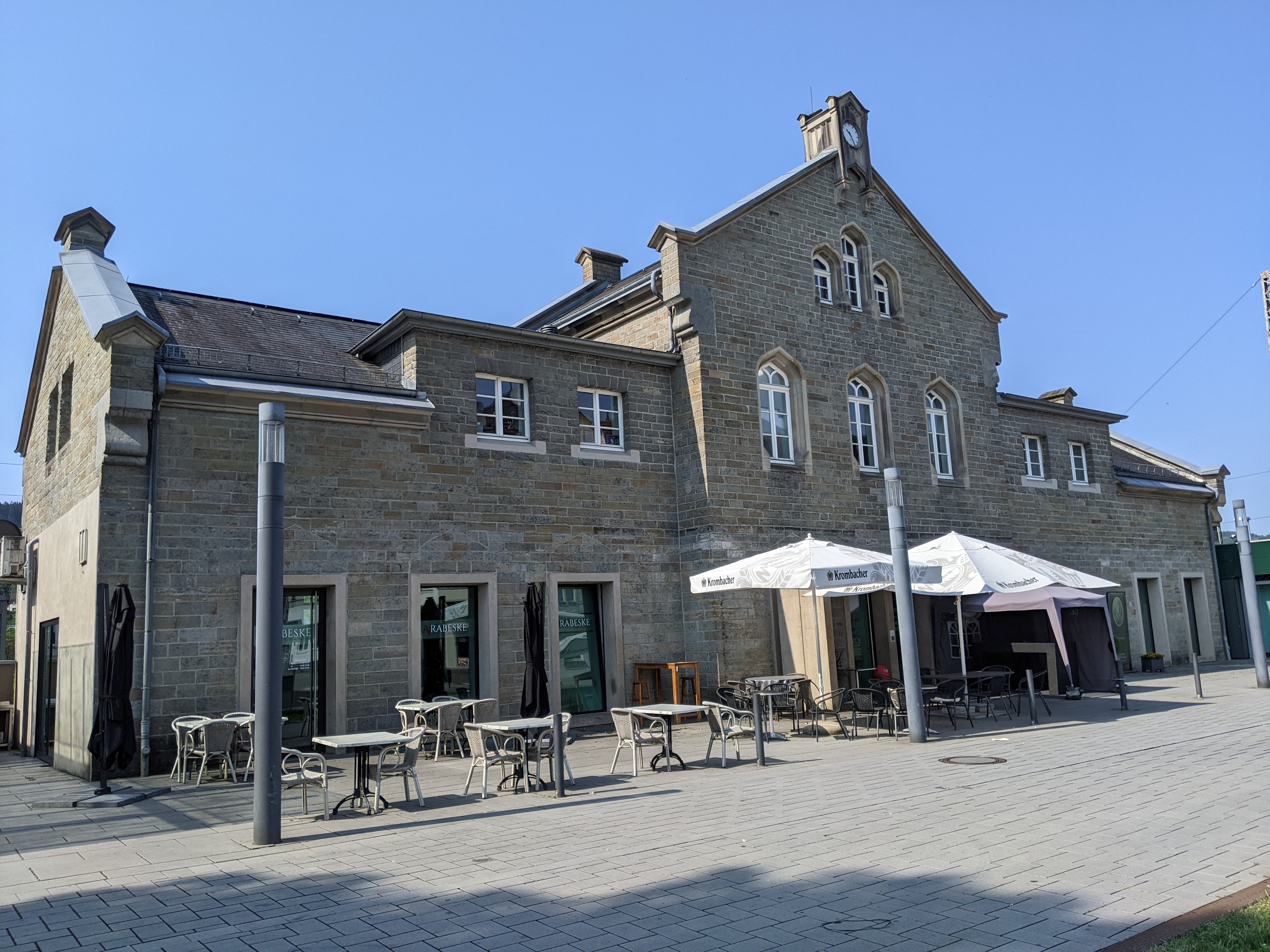
Bahnhofsgebäude (2023)

Im Ortsteil Eiringhausen befindet sich der Bahnhof Plettenberg an der 1861 eröffneten Ruhr-Sieg-Strecke der Deutschen Bahn AG. Jeweils stündlich halten hier der Dortmund-Siegerland-Express (RE 34) und die Ruhr-Sieg-Bahn (RB 91).
Seit dem 12. Dezember 2021 wird Plettenberg mit doppelstöckigen Intercity 2 der Linie 34 bedient. Zwischen Frankfurt und Dortmund bzw. Münster verkehren 6 Zugpaare. Die Züge können zwischen Dillenburg und Dortmund auch mit Fahrkarten des Nahverkehrs genutzt werden und ergänzen den RE 34 zum Stundentakt.
| Linie | Verlauf | Takt                                        | Betreiber         |
| ----- | --- | ------------------------------------------- | ----------------- |
| RE 34 | Dortmund-Siegerland-Express: Dortmund Hbf – Witten Hbf – Hagen-Hohenlimburg – Iserlohn-Letmathe – Altena (Westf) – Werdohl – Plettenberg – Finnentrop – Lennestadt-Grevenbrück – Lennestadt-Altenhundem – Kirchhundem-Welschen Ennest – Kreuztal – Siegen-Weidenau – Siegen Hbf Stand: Fahrplanwechsel Dezember 2024                                                           | 60 min, 120 min                             | DB Regio HLB VIAS |
| IC 34 | von Münster kommend: Dortmund Hbf – Witten Hbf – Iserlohn-Letmathe – Altena (Westf) – Werdohl – Plettenberg – Finnentrop – Lennestadt-Grevenbrück – Lennestadt-Altenhundem – Kreuztal – Siegen-Weidenau – Siegen Hbf – Dillenburg, dann weiter nach Frankfurt (Main) Freigabe für Nahverkehrstickets nur zwischen Dortmund und Dillenburg Stand: Fahrplanwechsel Dezember 2024 | 120 min, 240 min                            | DB Fernverkehr    |
| RB 91 | Ruhr-Sieg-Bahn: Hagen Hbf – Hohenlimburg – Iserlohn-Letmathe – Altena (Westf) – Werdohl – Plettenberg – Finnentrop – Lennestadt-Grevenbrück – Lennestadt-Meggen – Lennestadt-Altenhundem – Kirchhundem – Kirchhundem-Welschen Ennest – Kreuztal-Littfeld – Kreuztal-Eichen – Kreuztal – Siegen-Geisweid – Siegen-Weidenau – Siegen Hbf Stand: Fahrplanwechsel Dezember 2023    | 60 min (werktags) 120 min (sonn-/feiertags) | VIAS              |

Für rund acht Millionen Euro wurden der Bahnhof, dessen Umfeld sowie die Fußgängerunterführung zwischen 2005 und 2010 umgebaut. Außerdem sind Aufzüge in die Infrastruktur integriert und die Bahnsteige komplett erneuert worden. Dadurch ist die Station barrierefrei.
Das Stadtgebiet war von 1896 bis 1962 für Personen- und Güterverkehr durch eine dampfbetriebene Kleinbahn, die Plettenberger Straßenbahn AG, erschlossen.
Von 1915 bis 1996 betrieb die Deutsche Bundesbahn beziehungsweise deren Vorgängergesellschaften die Bahnstrecke Plettenberg–Herscheid, die auch den westlichen Teil des Stadtgebiets erschloss. Der Personenverkehr wurde allerdings schon 1965 eingestellt. Als Sauerländer Kleinbahn findet hier heute abschnittsweise Museumsbetrieb statt.
Zu Anfang des 20. Jahrhunderts bestanden Planungen, die Volmetalbahn (Hagen–Dieringhausen) über eine Strecke im Stadtgebiet von Lüdenscheid und Herscheid mit der Bahnstrecke Plettenberg–Herscheid zu verknüpfen und so eine Verbindung zwischen Volme- und Lennetal zu schaffen. Diese scheiterten jedoch an den hohen Baukosten. Die Erdarbeiten wären damals bereits über Herscheid hinaus erfolgt. Im Zuge des Ersten Weltkriegs wurden die Planungen allerdings nicht weiter verfolgt, da die notwendigen Finanzmittel fehlten. In den 1920er Jahren hat die Gemeinde Herscheid versucht, den Bau der Bahn wieder zu beleben. Aber spätestens mit Einsetzen der rapiden Inflation im Zuge der Weltwirtschaftskrise erledigte sich das Thema Eisenbahnbau. Und später hat sich schließlich der Kraftverkehr auf den Straßen in Deutschland durchgesetzt. Der Streckenabschnitt hätte rund 33,9 Kilometer umfasst. Aufgrund der gebirgigen Topographie im Sauerland sah die Planung mächtige Tunnelbauten, Brückenbauwerke oder Unterführungen vor, wie etwa auf dem Höhenrücken zwischen dem Verse- und dem Ahetal, wo ein Tunnel von 650 Metern Länge vorgesehen war. Ein weiterer Tunnel mit einer Länge von ca. 300 Metern wäre in Herscheid von der Helle bis unterhalb der Schützenhalle verlaufen. Insgesamt waren vier Tunnel mit einer Gesamtlänge von 2175 Metern geplant. Die veranschlagten Kosten für die Tunnel beliefen sich auf 1,84 Millionen Mark. Die Gesamtkosten der Strecke bezifferte die Königliche Eisenbahndirektion auf insgesamt 9,8 Millionen Mark, pro Eisenbahnkilometer wären das 289.100 Mark gewesen.

### Medien

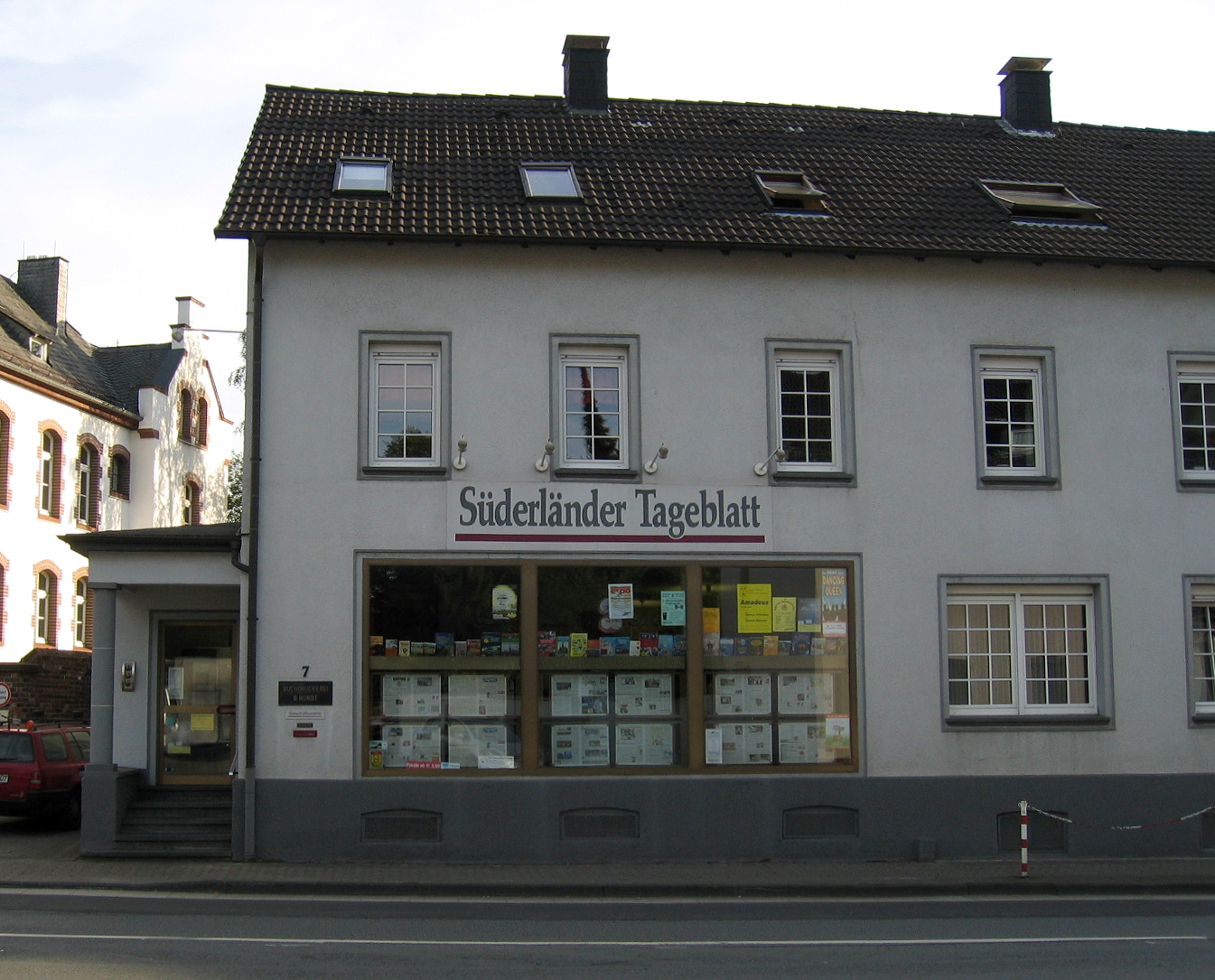
Druck- und Verlagshaus Süderländer Tageblatt

Regionale Tageszeitung ist das Süderländer Tageblatt. Der lokale Hörfunk für NRW erfolgt in Plettenberg durch Radio MK, dem durch die Landesanstalt für Medien der Sendestandort Nr. 72 Frequenz 99,5 zugewiesen ist. Die örtliche Online-Zeitung ist „Lokal Direkt“.

### Öffentliche Einrichtungen

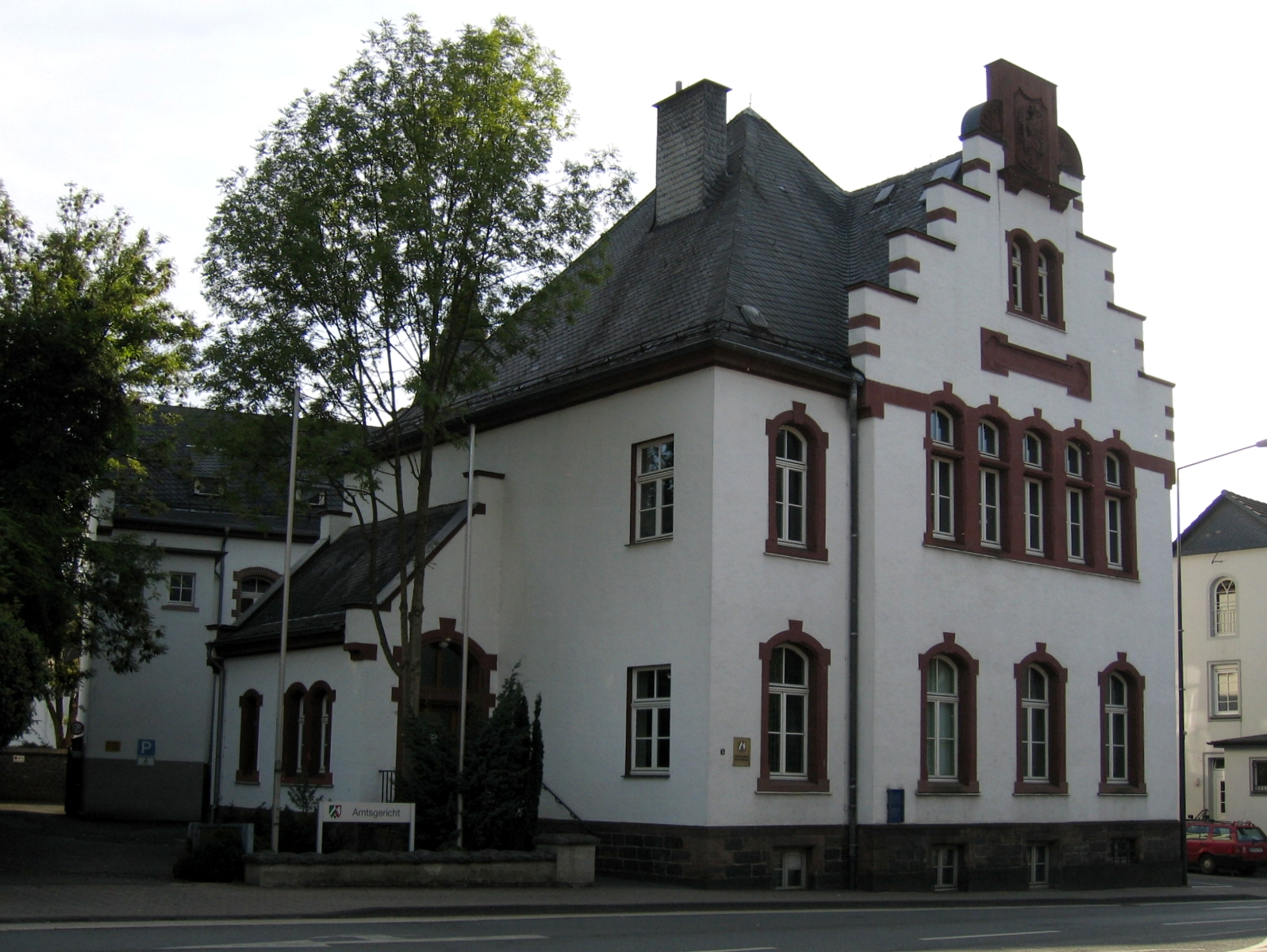
Amtsgericht Plettenberg

Plettenberg ist Sitz eines Amtsgerichtes, das dem Landgericht Hagen untergeordnet ist. Der Gerichtsbezirk umfasst die Stadt Plettenberg und die Gemeinde Herscheid. Die medizinische Grundversorgung wird durch das Krankenhaus Plettenberg sichergestellt.

### Bildung
In Plettenberg gibt es sechs Gemeinschaftsgrundschulen: Grundschule Ohle, Hallenschule, Eschenschule, Martin-Luther-Schule, Holthausen und Oestertal. Des Weiteren liegen in Plettenberg die Hauptschulen „Im Böddinghauser Feld“ und die Zeppelinschule, die mittlerweile zusammengelegt wurden und nun als „KBOP“ (Kompetenz- und Berufsorientierungszentrum Plettenberg) weitergeführt werden, die „Städtische Geschwister-Scholl-Realschule“ und das „Städtische Albert-Schweitzer-Gymnasium“. Die „Vier-Täler-Schule“ ist eine Förderschule der Stadt mit dem Förderschwerpunkt Lernen.
Die Musikschule Lennetal mit Hauptsitz in Werdohl hat auch in Plettenberg Unterrichtsräume.

## Persönlichkeiten

### Ehrenbürger
- Wilhelm Emde
- Fritz Hesmer
- Carl Meuser
- Walter Pfeiffer (1891–1971), Ohler Eisenwerke
- Carl Arnold Wilhelm Reinländer

### Söhne und Töchter der Stadt
- Christoph Friedrich Steffen von Plettenberg zu Lenhausen Stockum (1698–1777), preußischer Generalleutnant
- August Joseph von Plettenberg (1767–1805), kaiserlicher Kämmerer und Amtsdroste
- Carl Brockhaus (1822–1899), Volksschullehrer und führende Persönlichkeit der Christlichen Versammlung, Herausgeber der Elberfelder Bibel
- Carl Stahlschmidt (1831–1902), Chemiker, Geheimrat und Hochschullehrer
- William C. Edenborn (1848–1926), US-amerikanischer Unternehmer, hieß vor Auswanderung Wilhelm Emde
- Wilhelm Winzer (1878–1957), Gewerkschafter, Genossenschaftler und sozialdemokratischer Politiker
- Peterheinrich Kirchhoff (1886–1973), Unternehmer und Politiker, Mitglied des Deutschen Bundestages
- Carl Schmitt (1888–1985), Staatsrechtler und politischer Philosoph
- Erik Nölting (1892–1953), Hochschullehrer, Politiker (SPD), MdB, MdL (Preußen, NRW), Wirtschaftsminister von NRW
- Herbert Hesmer (1904–1982), Forstwissenschaftler
- Karin Lüsebrink (1908–1984), Schauspielerin
- Ruth Eweler (1913–1947), Schauspielerin
- Helga Radener-Blaschke (1922–2015), Malerin, Illustratorin und Grafikerin
- Willi Bartels (1927–2005), Automobilrennsportler
- Heinz Eckert (1929–2015), Musiker und Komponist
- Reinhold Mendritzki (1931–2014), Unternehmer und Philanthrop
- Dieter Buttgereit (1932–2010), Unternehmer
- Caroline Renate Pickardt (1936–2024), Endokrinologin und Hochschullehrerin
- Eike Wilm Schulte (* 1939), Opernsänger
- Detlef Bald (* 1941), Historiker, Politikwissenschaftler und Publizist
- Ulrich Schulz-Buschhaus (1941–2000), Romanist, Hochschullehrer und Fachautor
- Rolf Steininger (* 1942), Zeithistoriker
- Gerhard Hirschfeld (* 1946), Historiker
- Gerhard Müller (1946–2018), Jurist, Richter am Bundesgerichtshof
- Hans Fröhlich (1947–2016), Geodät, Hochschullehrer, Historiker der Landesvermessung
- Mark vom Hofe (* 1952), Journalist und Naturschützer
- Thomas Fischer (* 1953), Jurist, ehemaliger Bundesrichter, Herausgeber eines Strafrechtskommentars, und streitbarer Kolumnist
- Joachim Weckmann (* 1953), Unternehmer
- Ulrich Hirtzbruch (* 1958), Kirchenmusikdirektor, Professor für Orgelspiel
- Susanne Lange (* 1959), Kunstwissenschaftlerin
- Udo Weinbörner (* 1959), Schriftsteller
- Max Otte (* 1964), Wirtschaftsprofessor, Publizist und Finanzunternehmer
- Michael Bartels (* 1968), Automobilrennsportler
- Heike Schmidt (* 1971), deutsche Handballspielerin
- Vera Schoenenberg (* 1973), Opernsängerin
- Markus Dworrak (* 1978), Fußballspieler
- Jean Pierre Kraemer (* 1980), Moderator und Unternehmer, wurde durch die seit 2009 auf Sport1 ausgestrahlte Doku-Soap Die PS-Profis – Mehr Power aus dem Pott bekannt.
- Martin Becker (* 1982), Autor und Journalist
- Hüsni Tahiri (* 1983), albanischer Fußballspieler
- Sven Meyer (* 1985), Radsporttrainer
- Gudula Mueller-Töwe, Schauspielerin und Regisseurin
- Judith Rottmann (* 2006), Radsportlerin